# Ray Kay
Ray Kay es un director cinematográfico y fotógrafo noruego, residente de la ciudad estadounidense Los Ángeles. En la actualidad es uno de los directores de videos musicales y comerciales de televisión más demandados en el mercado.
Aunque se ha desenvuelto como fotógrafo de moda y portadas de discos, y ha dirigido anuncios publicitarios de grandes marcas internacionales, incluyendo a Pepsi, Ray Kay se dedica, especialmente, a dirigir videos musicales, labor en el que ha trabajado con una variada gama de artistas, incluyendo a Justin Bieber, Lady Gaga, Beyoncé, los Backstreet Boys y Britney Spears.
Su especial éxito en la industria de la música le llevó, en el año 2011, a asociarse con el productor musical noruego Axident y a fundar junto a él al sello Snowballers Entertainment. Por su parte, su proyecto más reciente lo comprende el video musical de «Till the World Ends» de Britney Spears, el que fue estrenado el miércoles 6 de abril de 2011.

## Videografía musical

### 2002
- Equicez — «Live from Passit»
- Lene V — Comercial de televisión
- Paperboys — «Barcelona»
- Sport 1 - Comercial de televisión
- D'lay — «Run Away»
- Ann-Louise — «Can You Tell Me»
- Winta — «Emotions»
- Gil Bonden — «Shine»
- D'sound — «Do I Need a Reason»

### 2003
- Anne Lingan — «Kicking You Out»
- Venke Knutson — «Panic»
- Kurt Nilsen — «She's So High»
- Melanie C — «Yeh Yeh Yeh»
- Speedway — «Save Yourself»
- Lene V - Comercial de televisión
- Black Diamond Brigade — «Black Diamond»
- Winta — «Hot Romance (Rok with U)» con Anton Gordon
- Coree — «I Don't Give a Damn»
- Winta — «I Want You»

### 2004
- 2Play — «It Can't Be Right»
- Monroe — «Smile»
- Kleen Cut — «Hands Up»
- Shifty — «Slide Along Side»
- Sirens — «Baby (Off the Wall)»
- Christina Milian — «Whatever U Want» con Joe Budden
- Nivea — «Okay» con Lil Jon y Youngbloodz
- Raghav — «Attraction/Angel Eyes»
- Destiny's Child — «Soldier» con T.I. y Lil Wayne
- Duchess — «Come Check My Style»
- Rouge — «Don't Be Shy»
- Trick Daddy — «Sugar (Gimme Some)» con Lil Kim y Cee-Lo

### 2005
- Mark Morrison — «Dance for Me» con Tanya Stephens
- Melanie C — «Next Best Superstar»
- Natalie — «Goin' Crazy»
- Pretty Ricky — «Grind with Me»
- Mario — «Here I Go Again»
- Frankie J — «How to Deal»
- Teairra Mari — «Make Her Feel Good»
- Mashonda — «Blackout» con Snoop Dogg
- Pretty Ricky — «Your Body»

### 2006
- Ghostface Killah — «Back Like That» con Ne-Yo
- Christina Milian — «Say I» con Young Jeezy
- Black Buddafly — «Bad Girl» con Fabolous
- Nick Lachey — «What's Left of Me»
- Cassie — «Me & U»
- Nick Lachey — «I Can't Hate You Anymore»
- Monica — «Everytime tha Beat Drop» con Dem Franchise Boyz
- One Chance — «Look at Her» con D4L
- Johnta Austin — «Turn It Up» con Jermaine Dupri
- Paula DeAnda — «Walk Away (Remember Me)»
- Stacie Orrico — «So Simple»
- Jamelia — «Beware of the Dog»
- Fantasia — «Hood Boy» con Big Boi

### 2007
- LAX/Kali Girls — «Forget You»
- Beyoncé — «Freakum Dress»
- Sterling Simms — «Nasty Girl»
- Pittsburgh Slim — «Girls Kiss Girls»
- Jagged Edge — «Put a Little Umph in It» con Ashanti y Jermaine Dupri
- The-Dream — «Shawty is a 10» con Fabolous
- Backstreet Boys — «Inconsolable»
- Lucy Walsh — «So Uncool»
- I Nine — «7 Days of Lonely»
- Johnta Austin — «The One That Got Away»

### 2008
- Trey Songz — «Last Time»
- Sean Kingston — «There's Nothin'» con Juelz Santana y Elan
- Kat DeLuna — «Run the Show» con Busta Rhymes y Don Omar
- Sirens — «Club LA LA» con Najee
- Jordin Sparks — «One Step at a Time»
- Donnie Klang — «Take You There» con Diddy
- Lady Gaga — «Poker Face»
- Jadakiss — «By My Side» con Ne-Yo
- LMFAO — «I'm in Miami Beach»
- Mira Craig — «I'm the One»

### 2009
- Cheryl Cole — «Fight for This Love»
- Adam Lambert — «For Your Entertainment»
- Mini Viva — «I Wish»
- Lara Scandar — «Mission is You»
- Mini Viva — «Left My Heart in Tokyo»
- Sean Paul — «So Fine»
- Amerie — «Why R U?»
- Kristinia DeBarge — «Goodbye»
- Paradiso Girls — «Patron Tequila» con Eve y Lil Jon
- RichGirl — «He Ain't Wit Me Now (Tho)»
- Chrisette Michele — «What You Do» con Ne-Yo
- Jada — «American Cowboy»
- Flipsyde — «When It Was Good»
- Chrisette Michele — «Epiphany»
- Ryan Star — «Last Train Home»
- The-Dream — «Rockin' That Thang»
- Enrique Iglesias — «Takin' Back My Love» con Ciara
- Christina Milian — «Us Against the World»

### 2010
- Willow Smith — «Whip My Hair»
- Flo Rida — «Who Dat Girl» con Akon
- James Blunt — «Stay the Night»
- Jeremih — «I Like» con Ludacris
- Alesha Dixon — «Drummer Boy»
- Range — «Ghetto Dance» con Rick Ross
- Orianthi — «Shut Up and Kiss Me»
- Sean Kingston — «Eenie Meenie» con Justin Bieber
- Benny Benassi — «Spaceship» con Kelis, apl.de.ap y Jean Baptiste
- Victoria Krutoy — «Falling»
- Justin Bieber — «Baby» con Ludacris
- Alex Gardner — «I'm Not Mad»
- Shontelle — «Licky (Under the Covers)»

### 2011
- Slimmie Hendrix — «Stuntman»
- Lara Scandar — «Chains»
- BERA — «Favorite Things»
- Britney Spears — «Till the World Ends»[1][2]
- Jessie J - Domino

### 2012
- Britney Spears - «Twister Dance» (Comercial del juego) [4]
- Nelly Furtado - «Parking Lot»
- Girls Aloud - «Something New»[5]